# Damokos Dénes-kúria
A csernátoni Damokos Dénes-kúria műemlék épület Romániában, Székelyföldön, Kovászna megyében. A romániai műemlékek jegyzékében a CV-II-m-A-13173 sorszámon szerepel.

## Leírása

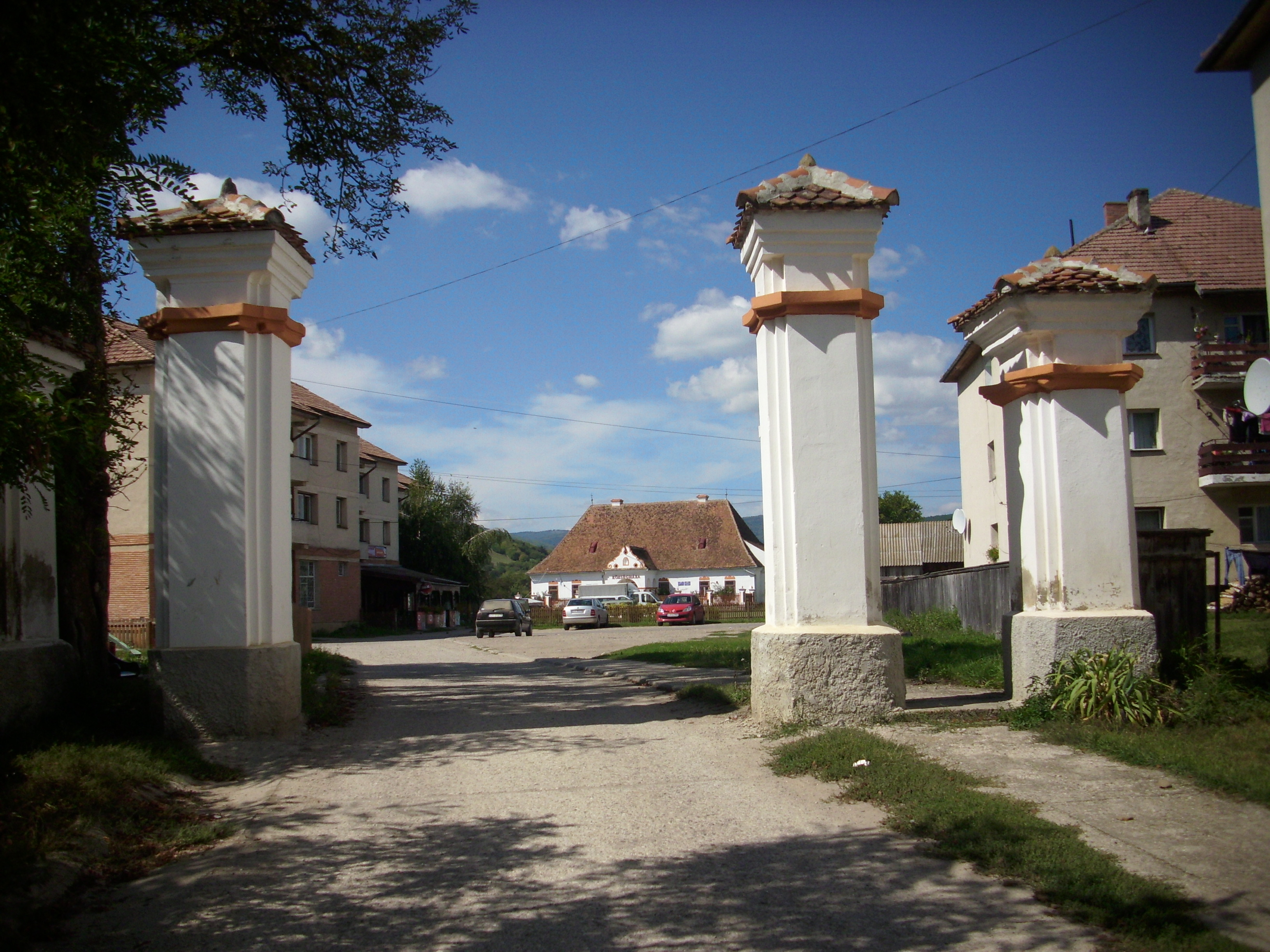
A kúria környezete